# Anna Danuta Tchórzewska
Anna Danuta Tchórzewska z d. Krzętowska herbu Zadora (ur. 3 lutego 1924 w Nowogródku, zm. 2 sierpnia 2009 w Gdańsku) – kapitan Wojska Polskiego, szef kompanii fizylierek Samodzielnego Batalionu Kobiecego im. Emilii Plater wydzielonego z 1. Dywizji Piechoty im. Tadeusza Kościuszki w latach 1943–1945

## Pochodzenie i dzieciństwo
Urodziła się w 1924 roku w Nowogródku, w tym samym domu, w którym mieszkał Adam Mickiewicz. Pochodziła z inteligenckiej rodziny. Matka, Aniela z d. Krynicka, miała wykształcenie ekonomiczne i buchalteryjne. Ojciec, Stanisław Krzętowski, był wicestarostą powiatu w miejscowości Lida. Aresztowany po wkroczeniu Armii Czerwonej został stracony w więzieniu w Mińsku w początkach 1942 roku. Grobu nie odnaleziono.
Anna Danuta Krzętowska miała starszą siostrę Izabellę, która zmarła w wieku 2. lat na zapalenie płuc. W dniu 13 kwietnia 1940 roku razem z matką została wywieziona do Kazachstanu, w okolice Pietropawłowska. We wrześniu 1940 matka Anny, Aniela Krzętowska została aresztowana za rzekomą propagandę antyradziecką i skazana na 7 lat więzienia. 16-letnia Anna pozostała sama. Pracowała w kołchozie, w cegielni i przy budowie linii kolejowej Akmoleńsk – Kartały. Po podpisaniu układu Sikorski-Majski i amnestii dla Polaków matka została zwolniona z więzienia w 1942 roku.

## Udział w wojnie
W dniu 7 lipca 1943 roku Anna Krzętowska otrzymała kartę mobilizacyjną do tworzącej się w Sielcach nad Oką 1. Dywizji Piechoty im. Tadeusza Kościuszki. Przydzielona została do Samodzielnego Batalionu Kobiecego im. Emilii Plater, do kompanii fizylierek. Była dowódcą drużyny, zastępcą ds. liniowych, a po przeszkoleniu w podoficerskiej szkole w batalionie, została szefem tej kompanii.
W dniu 1 września 1943 roku z kompanią fizylierek wyruszyła pod Lenino. W dniach 12-14 października 1943 roku uczestniczyła w bitwie. W maju 1945 roku kompania fizylierek dołączyła do Batalionu Kobiecego stacjonującego w Warszawie, pełniącego służbę wartowniczą.

## Okres powojenny
Po zdemobilizowaniu w październiku 1945 roku wyjechała do Opola. Tam też powróciła z Kazachstanu jej matka, którą przypadkowo spotkała. Podjęła studia w Krakowie na Wydziale Prawa Uniwersytetu Jagiellońskiego. Podczas studiów wyszła za mąż za porucznika Wojska Polskiego – Bronisława Tchórzewskiego, którego poznała w Sielcach nad Oką. W walkach pod Lenino był oficerem łącznikowym.
W związku z przenosinami męża początkowo do Częstochowy, następnie do Ełku i ostatecznie do jednostki wojskowej w Gdańsku, Anna Danuta Tchórzewska przeprowadzała się kolejno do tych miast. Przerwała studia na UJ. Podjęła pracę, najpierw w jednostce wojskowej, potem w Radzie Narodowej. W 1980 roku przeszła na emeryturę. Pracowała społecznie w Zarządzie Okręgowym ZBoWiD, w którym pełniła funkcję sekretarza, oraz w środowisku kombatanckim. Była matką chrzestną dwóch statków, m.in. „Siekierki”.
Anna Danuta Tchórzewska miała jedną córkę Grażynę. Zmarła w Gdańsku w wieku 85 lat.

## Odznaczenia
Za męstwo w walkach na froncie i wzorową pracę odznaczona została:
- Krzyżem Walecznych (1968)
- Krzyżem Bitwy pod Lenino (1988)
- Brązowym (1949) i Srebrnym (1969) Krzyżem Zasługi
- Krzyżem Kawalerskim Orderu Odrodzenia Polski (1973)
- Krzyżem Oficerskim Orderu Odrodzenia Polski (1986)
- Krzyżem Komandorskim Orderu Odrodzenia Polski (2003)
- oraz wieloma odznakami wojennymi, lokalnymi i pamiątkowymi medalami[4].